# Bulbulators
Bulbulators – śląski zespół punkrockowy założony pod koniec 1989 roku przez Artura Latosińskiego, wcześniej związanego z Ramzes & The Hooligans. Od początku inspirował się wczesnym punkiem i klasycznym street punkiem. Debiutował w 2000 roku albumem Prawdziwe życie (Enigmatic Records), a dwa lata później wydał płytę Nie! Nie! Nie!, która przyniosła popularność dzięki utworom takim jak Biało-Czerwoni, Pakiet socjalny czy Nie ma kwiatków.

## Historia
Geneza zespołu sięga roku 1985 (lub 1983 ), gdy w Jastrzębiu-Zdroju  Artur Latosiński pod wpływem koncertu UK Subs  wraz z kilkoma przyjaciółmi – pseud. „Burakiem”, „Dziobatym”, „Izikiem” i „Pitusiem”  – postanowił założyć zespół i nazwać go Bulbulators. Nazwa została wymyślona spontanicznie i nie ma konkretnego znaczenia – określa coś o nieznanym pochodzeniu, wyglądzie i przeznaczeniu . Projekt nie został wówczas zrealizowany z powodu braku warunków do prób , a brak umiejętności gry na instrumentach zniechęcił kolegów Latosińskiego. W latach 1984–1989 Latosiński działał w dwóch zespołach punkowych . Do pomysłu powrócił w 1989 roku po zawieszeniu działalności zespołu Ramzes & the Hooligans, w którym brał udział. Z pierwotnego składu pozostał tylko „Dziobaty”, który objął funkcję wokalisty .
Bulbulators od początku inspirował się wczesnym punk rockiem i street punkiem. Po kilku zmianach personalnych i koncertach na Śląsku, w 2000 roku ukazał się debiutancki album Prawdziwe życie. W 2002 roku zespół wydał album Nie! Nie! Nie!, występując u boku czołowych zespołów punkowych. W 2004 roku ukazał się album Punkophilia, zawierający m.in. cover utworu Guma zespołu TZN Xenna z gościnnym udziałem Krzysztofa „Zyg Zaka” Chojnickiego. W nagraniach wykorzystano również gitarę akustyczną, pianino i sekcję dętą. W 2007 roku wydano album Aut Punk Aut Nihil, a w 2009 roku – we współpracy z francuskim Combat Rock – limitowany winyl Deja Vu z nowymi wersjami wcześniejszych utworów. Rok później zespół wydał płytę Principes Mortales Punk Aeterna, zawierającą 11 autorskich kompozycji, cover utworu Przyjdź w taką noc oraz wiersz Andrzeja Bursy w formie tekstu piosenki. W nagraniach gościnnie wystąpili Paulina „Pauka” Paleczny i Tomek Drachus .
W 2014 roku, z okazji 25-lecia działalności, zespół powołał do życia niezależną wytwórnię Bulbojugend Records, która wydała jubileuszową serię Z Archiwum Bulbulators. Latem 2015 roku Bulbulators nagrał w studiu Big Bit Audio album Inter Punk (Lou & Rocked Boys), zrealizowany przez Jacka Młodochowskiego . Płyta zawiera cover zespołu Śmierć Kliniczna z gościnnym udziałem Dariusza Duszy oraz 11 premierowych utworów, łączących melodyjność z punkową ekspresją. Tytułowa piosenka, śpiewana w kilku językach, porusza temat międzynarodowego charakteru punka. Udział w nagraniu wzięli wokaliści zaprzyjaźnionych zespołów The Fialky, Charge 69, Resistance 77, Argies i Wayne Last Soul. Szata graficzna, autorstwa Michała Arkusińskiego, została wykonana ręcznie metodą szablon-spray-foto. Poszerzone wydanie płyty zawiera dwa utwory dodatkowe: Inter Punk II oraz Szatan z repertuaru Ramzes & The Hooligans .

## Twórczość
Bulbulators zyskał uznanie na polskiej scenie punkowej i występował u boku m.in. The Exploited, Angelic Upstarts, The Business, UK Subs, The Vibrators, Menace i 999. Jest ceniony za energiczne występy na żywo. Oprócz koncertów w Polsce grał m.in. w Czechach, Słowacji, Węgrzech, Niemczech, Francji, Anglii i Norwegii.
Publiczność zespołu stanowią głównie punki i skinheadzi w wieku od 20 do 50 lat. Teksty poruszają tematy codziennego życia, bez moralizowania – opisują rzeczywistość, problemy społeczne, takie jak wojna, religia, ubóstwo, bezrobocie czy zagrożenia cywilizacyjne. Pojawiają się również utwory o charakterze zabawowym, dotyczące imprez, dziewczyn i piwa, a także teksty ocierające się o perwersję i nihilizm . W swojej twórczości zespół podkreśla także swoją śląską tożsamość, unikając jednak posługiwania się gwarą, by zachować przekaz zrozumiały dla szerszej publiczności. Zespół porusza m.in. tematy związane z niesprawiedliwością społeczną i strukturalnymi nierównościami, np. w dostępie do pracy – zjawiskami szczególnie silnie odczuwanymi na Śląsku, co słychać w takich utworach, jak RP Jezus i Sprawiedliwość.

## Skład
Skład zespołu ulegał licznym zmianom. Latosiński (gitara) jest jedynym członkiem obecnym od początku. Piotr „Iglak” Tohak (wokal) dołączył w 1996 roku. W zespole grali również: Krzysztof „Lotos” Latosiński (druga gitara, syn „Buraka”), Jacek „Jaca” (bas) i Damian „Pachol” (perkusja). Członkowie mają różne zawody – od spawacza i pracownika fabryki samochodów, po ratownika medycznego – i interesują się muzyką, techniką dźwięku oraz motoryzacją. W 2000 roku, gdy wydano pierwszą płytę, skład zespołu tworzyli: Artur „Burak” Latosiński, Wojciech „Tik Tak” Stefan, Piotr „Iglak” Tohak i Adam „Adaś” Pytel. Wkrótce Stefana zastąpił Paweł „Gruby” Siegel. W 2003 roku perkusistę Adama Pytla zastąpili kolejno Jacek „Nynek” Kryszczak i Mirek „Sensitive Rat-Szpajza” Bednorz .
12 kwietnia 2007 roku zmarł Wojciech „Tik-Tak” Stefan. Był pierwszym basistą Bulbulators oraz członkiem zespołu Ramzes & The Hooligans. Współtworzył rybnicką formację Rozbiesz Sie i brał udział w kilku projektach z pogranicza punk i nowej fali . W tymże roku skład grupy opuścił Bednorz, którego zastąpił Krzysztof „Kondi” Kondratow .
Bednorz zmarł 6 marca 2011 roku w Rybniku. Był perkusistą Bulbulators i Ramzes & The Hooligans, a także członkiem grup Profanacja, Oil Resistance, The Coiots i Tife Tife! Założył Rozbiesz Sie, w której grał na gitarze . Po jego śmierci grupa w czerwcu 2011 roku poszerzyła skład o drugiego gitarzystę – Krzysztofa „Lotosa” Latosińskiego. Jesienią 2013 roku zespół opuścił basista Paweł „Gruby” Siegel, a jego miejsce zajął Jacek „Jaca” Pakura. Wkrótce później perkusistę Krzysztofa „Kondiego” Kondrata zastąpił Damian „Pachol” Paszek .
Na cześć zmarłych członków zespołu odbywa się cykliczna impreza poświęcona pamięci zmarłych muzyków „Tik Tak Punk Rock Memoriał” (w 2025 roku w Czerwionce-Leszczynach odbyła się 17. edycja) .
Skład Bulbulators tworzą:
- Piotr „Iglak” Tohak (wokal)
- Artur „Burak” Latosiński (gitara)
- Jacek „Jaca” Pakura (bas)
- Krzysztof „Kondi” Kondratow (perkusja)
- Krzysztof „Lotos” Latosiński (gitara)[7]

## Dyskografia
Albumy muzyczne
- 2000 – Prawdziwe Życie
- 2002 – Nie! Nie! Nie!
- 2005 – Punkophilia
- 2007 – Aut Punk Aut Nihil
- 2010 – Principes Mortales Punk Aeterna
- 2014 – Z Archiwum Bulbulators Vol. 2 – Warhead Ustka 2012
- 2015 – Inter Punk
- 2016 – Royal Kids Of The 1977 / Bulbulators / Po Prostu / Ramzes (2) – The Urko's Birthday Party (Live At Stara Piwnica)
- 2016 – Ramones Eternally Alive... Tribute To Ramones (Live)
- 2020 – Homo Polonicus[8]

Kompilacje
- 2008 – Deja Vu
- 2014 – Z Archiwum Bulbulators Vol. 1 – BulboDEMOphilia
- 2015 – Z Archiwum Bulbulators Vol. 4 – Pełny Magazynek I
- 2020 – Z Archiwum Bulbulators Vol. 6 – 17 powodów[9]